# Балашов, Виктор Михайлович
Ви́ктор Миха́йлович Балашо́в (род. 17 июня 1947) — советский украинский легкоатлет, специалист по бегу на длинные дистанции и кроссу. Выступал на всесоюзном уровне в конце 1960-х — начале 1980-х годов, чемпион СССР по кроссу на 12 км, призёр первенств всесоюзного и республиканского значения. Представлял Хмельницкий и Винницу, спортивное общество «Колос» и Вооружённые силы.

## Биография
Виктор Балашов родился 17 июня 1947 года. Занимался лёгкой атлетикой в Хмельницком и Виннице, выступал за Украинскую ССР, добровольное спортивное общество «Колос» и Советскую Армию.
Впервые заявил о себе на всесоюзном уровне в сезоне 1969 года, когда с результатом 14.37.4 вошёл в число лучших юниоров СССР на дистанции 5000 метров.
В 1973 году на чемпионате СССР в Москве в беге на 10 000 метров финишировал восьмым.
В июне 1974 года на всесоюзных соревнованиях в Москве вновь занял восьмое место в дисциплине 10 000 метров, установив при этом свой личный рекорд — 28:38.6.
В 1978 году выиграл бронзовую медаль в дисциплине 12 км на чемпионате СССР по кроссу, прошедшем в рамках финала XVII Всесоюзного кросса на призы газеты «Правда» в Алама-Ате.
В 1981 году одержал победу в дисциплине 12 км на чемпионате СССР по кроссу, прошедшем в рамках финала XX Всесоюзного кросса на призы газеты «Правда» в Минске.